# James Engelbert Teschemacher
James Engelbert Teschemacher (9 de junio de 1790 - 9 de noviembre de 1853 ) fue un comerciante inglés, y botánico, geólogo amateur.
Sus primeros años los dedicó al comercio, y en 1830 se encargó de una empresa en La Habana. Y en 1832 se muda a EE. UU. con su familia, llegando a Nueva York el 3 de febrero, y finalmente se ubican en Boston.

## Algunas publicaciones
- 1842. On a new species of Rafflesia, from Manilla

### Libros
- thomas green Fessenden, james engelbert Teschemacher, joseph Breck. 1839. The Horticultural register and gardener's magazine. Tomo 4, vol. 527 de Am. periodical series: 1800-1850. Ed. George C. Barrett. 488 pp.

- 1841. Address delivered at the annual meeting of the Boston Natural History Society. Ed. Dutton and Wentworth. 55 pp.

## Honores
- Secretario Correspondiente de la "Massachusetts Horticultural Society"
- Miembro de la "American Association of Geologists and Naturalists"

- La abreviatura «Teschem.» se emplea para indicar a James Engelbert Teschemacher como autoridad en la descripción y clasificación científica de los vegetales.[1]